# César Garza
 (juin 2025).
Pour les articles homonymes, voir Garza.
César Garza est un footballeur mexicain né le 1er juillet 2005 à San Pedro Garza García. Il joue au poste  de milieu de terrain à Dundee FC sous forme de prêt du CF Monterrey. 

## Carrière

### En club
En 2017, il rejoint l'académie du CF Monterrey.
Il fait ses débuts professionnels le 22 octobre 2023lors d'une victoire 1-0 à l'extérieur contre l'UNAM. Il entre à la 75' à la place de Jonathan González. Le 8 novembre 2023, il marque son premier but lors d'une victoire 3-0 contre le Santos Laguna.
Le 22 décembre 2024, le Dundee FC annonce l'arrivée de César Garza pour une année sous forme de prêt. Il fait ses débuts le 5 janvier 2025 contre St Johnstone.

### En sélection
Avec les moins de 20 ans, il participe au Championnat de la CONCACAF en 2024 organisée et remporté par le Mexique. Il joue cinq matchs durant le tournoi dont la finale gagnée 2-1 contre les États-Unis.

## Palmarès
- Vainqueur du Championnat de la CONCACAF des moins de 20 ans en 2024.